# Pasteur Bizimungu
Pour les articles homonymes, voir Bizimungu.
Pasteur Bizimungu, né en 1950 à Gisenyi (Rwanda-Urundi), est un homme politique rwandais, président de la république rwandaise du 19 juillet 1994 au 23 mars 2000.

## Origines
Pasteur Bizimungu est né en 1950 dans la préfecture de Gisenyi, dans une famille hutue. Pasteur Bizimungu a suivi des études d'économie à l'université de Strasbourg en France.
Jusqu'en 1990, Bizimungu a soutenu le régime de parti unique du MRND créé par Juvénal Habyarimana. Vers la mi-1990, il est révolté par l'évolution politique et les projets d'assassinat de l'Akazu à laquelle il participe. Son oncle Stanislas Mayuya, colonel des Forces armées rwandaises (FAR), aurait été pressenti par Habyarimana pour lui succéder, ce que la belle-famille du président refusait. Cet oncle de Pasteur Bizimungu fut assassiné en prison après avoir été arrêté. Pasteur Bizimungu quitte alors secrètement le Rwanda avec son ami Valens Kajeguhakwa, catégorisé comme tutsi. Ils rejoignent ensemble le Front patriotique rwandais, un groupe exilé rebelle qui était principalement tutsi et combattant le régime hutu pendant la guerre civile débutée en 1990.
Après la mort du dictateur Habyarimana en avril 1994 et le commencement du Génocide des Tutsis de 1994, le FPR relance la guerre civile rwandaise arrêtée en 1993 et se lance dans la conquête du pays. En juillet 1994, il obtient le contrôle du pays, met en déroute le gouvernement intérimaire génocidaire, les Forces armées rwandaises et les milices interahamwe, mettant fin au génocide.

## Présidence de la République rwandaise (1994-2000)
À la suite de sa victoire militaire, le FPR établit un gouvernement d'unité nationale, sur la base des accords d'Arusha, mais excluant les partis qui soutenaient les forces génocidaires : la CDR et le MRND. Pasteur Bizimungu devient président de la République le 19 juillet 1994, Faustin Twagiramungu devient Premier ministre et Paul Kagame, souvent appelé l'« homme fort du Rwanda », devient vice-président et ministre de la Défense. Ce trinôme est perçu comme symbole de la réconciliation entre Hutu et Tutsi.

### Reconstruction et reconciliation nationale du Rwanda
Sous la présidence de Pasteur Bizimungu, le gouvernement du Rwanda eut la lourde tâche de jeter les bases de la reconstruction d'un pays laminé par le génocide des Tutsi et la guerre civile. Ce qui n'avait pas été détruit fut déplacé au Zaïre par le gouvernement génocidaire.
Le problème le plus difficile à résoudre pour Pasteur Bizimungu fut la réconciliation nationale. Les nombreuses personnes accusées de génocide remplissaient les prisons. 130 000 personnes furent derrière les barreaux, et un grand nombre d'autres suspects vivaient libres en toute impunité. Les rescapés se sentaient d'autant plus menacés qu'ils étaient encore plus minoritaires à cause du génocide, malgré la protection affichée des nouvelles autorités[réf. nécessaire]. La reconstruction de la justice était indispensable, mais comment juger un si grand nombre de personnes ?[style à revoir] On envisagea de faire revivre les gacaca, justice traditionnelle du Rwanda en les adaptant à la situation particulière de l’après génocide. Par la suite les gacaca jugèrent environ un million neuf cent mille dossiers de génocide qui impliquèrent plusieurs centaines de milliers de personnes accusées de génocide.
De nombreuses personnes étaient sans logement. À la suite de nombreux viols, arme du génocide établie par le Tribunal international pour le Rwanda, le sida se développa. La population présentait de nombreuses et profondes séquelles du génocide.
Dans ce contexte particulièrement difficile, Pasteur Bizimungu put maintenir son autorité de 1994 à 2000 et avoir la confiance du FPR bien qu'il fût très impliqué dans l'ancien régime jusqu’en 1990.

### Menace d'une reconquête du pays par les forces génocidaires réfugiées au Zaïre
Un autre défi pour Pasteur Bizimungu vint des camps de réfugiés au Zaïre. À partir de juillet 1994 les forces génocidaires et une partie de la population s'était réfugiée au Zaïre par crainte d'être poursuivi et jugés au Rwanda pour génocide, voire exécutée sommairement par les nouvelles autorités comme l'affirmait le gouvernement génocidaire. Les camps du HCR furent installés à la frontière entre le Zaïre et le Rwanda contrairement aux lois internationales qui imposaient que ces camps soient situés à 50 km de la frontière.[réf. nécessaire] Dans ces camps le gouvernement génocidaire et ses milices reconstituèrent leur pouvoir avec l'intention de prendre leur revanche après leur défaite militaire. Cette mainmise du pouvoir génocidaire dans les camps fut dénoncée entre autres par Médecins sans frontières qui estima ne plus pouvoir continuer sa mission dans un but humanitaire. À l'intérieur du Rwanda une poche de résistance de génocidaires se constitua à Kibeho. La mission des Nations unies, la Minuar, était toujours présente au Rwanda. Elle resta jusqu'en 1996.
En 1995 à Kibeho, les autorités rwandaises conduisirent une répression qui aboutit à un massacre de quelques centaines à plusieurs milliers de personnes selon les versions. Sur cette colline rwandaise était concentré un noyau de génocidaires avec leurs familles au milieu de déplacés pris en otage[réf. nécessaire].
De nombreux raids sanglants d'infiltrés des ex-forces génocidaires venant du Zaïre se développèrent dans l'est du Rwanda pour tenter de reconquérir le pouvoir.[réf. nécessaire] Après plusieurs appels et avertissements envoyés à la communauté internationale, les autorités rwandaises décidèrent d'attaquer les forces génocidaires dans les camps du HCR, déclenchant la première guerre du Congo. Ces attaques eurent pour effet de faire revenir au Rwanda des centaines de milliers de réfugiés en 1996, mais leurs conséquences dramatiques furent analysées dans le rapport du Projet mapping de l'ONU publié en août 2010, parmi d'autres faits de guerre et massacres analysés sur la période 1993-2003 au Zaïre/RDC.

### Démission
Quatre ans plus tard, un désaccord politique entre Pasteur Bizimungu et Paul Kagame se manifesta. Plusieurs éléments semblent avoir contribué à ce désaccord. On évoque la politique concernant les camps de réfugiés et les poches de résistance des forces génocidaires au sein du Rwanda entre 1995 et 1996, la démission du Premier ministre, etc. Mais Pasteur Bizimungu démissionna « pour raisons personnelles » le 23 mars 2000, et le vice-président Paul Kagame lui succèda comme président de la république par intérim.

## Après la présidence
En mai 2001, Bizimungu fonde un mouvement d'opposition, le Parti démocratique pour le renouveau (PDR), appelé « Ubuyanja » en kinyarwanda. La Constitution provisoire ne reconnaissait que les partis existants à la fin du génocide et imposait une autorisation gouvernementale pour la création de nouveaux partis. Ce parti fut donc immédiatement interdit par le gouvernement, qui l'accusa d'être un parti hutu radical. Le 19 avril 2002, il accuse Bizimungu de mettre en danger la sécurité de l'État. En 2004, Bizimungu est condamné à une peine d'emprisonnement de 15 ans coupable « d'association de malfaiteurs, de détournement de fonds publics et d'incitation à la désobeïssance civile ». Bizimungu avait déclaré que sa condamnation, était motivée par des considérations politiques.
Le 6 avril 2007, la BBC annonce que Bizimungu est libéré le jour même par grâce présidentielle. Depuis sa libération Pasteur Bizimungu vit à Kigali mais n'a plus d'activité politique publique.